# Kuklen
Kuklen (bulgariska: Куклен) i kommunen Obshtina Kuklen är huvudort i regionen Plovdiv i södra Bulgarien.